# Mýrthios (Réthymnon)
Mýrthios, en grec moderne : Μύρθιος, est un village du dème de Réthymnon, en Crète, en Grèce. Selon le recensement de 2011, la population de Mýrthios compte 74 habitants. Le village est situé à une altitude de 480 m et à 20 km de Réthymnon.